# А1 (провайдер)
Унитарное предприятие «А1» (А1, до 2019 года — velcom) — белорусский провайдер телекоммуникационных, ИКТ- и контент-услуг, второй по численности абонентов оператор сотовой связи в стране. Предоставляет услуги связи стандарта GSM 900/1800, UMTS (WCDMA/HSDPA/HSUPA/HSPA+) и 4G (через сеть beCloud), услуги доступа в интернет по стандартам ADSL, Ethernet и GPON, услуги цифрового телевидения IPTV под брендом VOKA. Компания входит в группу A1 Group, которая является европейским подразделением транснационального холдинга América Móvil с штаб-квартирой в Мексике . До 2021 года А1 являлся официальным партнёром белорусского Связного и Евросети (партнёрство прекратилось после того как Связной и Евросеть покинули Беларусь).

## История

Логотип ИП «МЦС» до ребрендинга 2008 года

Логотип компании «Велком» в 2008—2019 годах

Компания начала осуществлять коммерческую деятельность по предоставлению услуг и товаров мобильной связи 16 апреля 1999 года под названием СП ООО «Мобильная цифровая связь» и стала первым белорусским сотовым оператором стандарта GSM (первый сотовый оператор — NMT-оператор БелСел).
К старту коммерческой эксплуатации были запущены 10 базовых станций (9 в Минске и одна в Орешниках по дороге на Национальный аэропорт «Минск»). К лету 2000 года к сети А1 были подключены все областные города страны. Мобильная связь появилась на трассе Брест-Минск-Орша и в близлежащих населённых пунктах. С 23 апреля 2007 года мобильная связь А1 стала доступна всему городскому населению в стране. В апреле 2019 года оператором запущена GSM-сеть на территории Полесского государственного радиационно-экологического заповедника.
С 15 марта 2001 года абоненты А1 получили возможность оправлять и принимать SMS, в июне 2005 — MMS.
2 июня 2003 года оператор запустил услугу GPRS. В декабре 2005 года в трёх областях республики стала доступна технология EDGE.
30 марта 2006 года компания А1 первой в Беларуси приступила к тестовой эксплуатации связи третьего поколения. 3G-сеть была развёрнута за 27 дней. Коммерческий запуск сети 3G в Минске и Гомеле состоялся 17 марта 2010 года. В феврале 2016 А1 первым в стране запустил 3G-сеть в диапазоне 900 МГц, а в мае 2019 улучшил пропускную способность 3G-сети, оснастив базовые станции четвёртой несущей радиочастотой в диапазоне 2100 МГц.
С ноября 2007 года, в результате приобретения сначала 70 % (ноябрь 2007), а затем оставшихся 30 % (октябрь 2010) акций, компания входит в состав A1 Group, которая является европейским подразделением транснационального холдинга América Móvil. После этого в мае 2008 года компания провела ребрендинг, сменив логотип и название на УП «Велком». С июня 2019 абоненты A1 могут пользоваться интернетом по домашней цене в сетях операторов A1 Group.
В мае 2009 года компания подписала эксклюзивный договор с ООО СП «БелСел» о предоставлении услуг широкополосного доступа в Интернет на основе технологии CDMA2000 (EV-DO Rev.A). Услуги предоставлялись до 16 мая 2013 года.
В 2014 году запущено цифровое телевидение VOKA, начато строительство собственного дата-центра компании, открыт официальный интернет-магазин. В мае 2020 года компания расширила каналы онлайн-продаж и открыла свой первый виртуальный магазин.
К 2017 году А1 превращается в крупного игрока на белорусском рынке фиксированной связи путём приобретения ряда интернет-провайдеров. В том же году компания А1 стала первым мобильным оператором в мире, который запустил в коммерческую эксплуатацию полностью виртуальное ядро мобильной сети.
В 2017 году А1 получил разрешение на коммерческий запуск узкополосной сети NB-IoT, предназначенной для «интернета вещей». По состоянию на 2019 год эта технология запущена в Минске и всех областных городах республики.
В апреле 2018 года абонентам А1 стали доступны звонки по Wi-Fi c использованием технологии VoWiFi (Voice over Wi-Fi или Wi-Fi Calling). В декабре 2019 года А1 первым в стране внедрил технологию VoLTE (Voice over LTE).
Летом 2018 года А1 в партнёрстве с ЗАО «Банк Решение» и международной платёжной системой Visa запустил виртуальную карту A1 banking для оплаты широкого спектра услуг. В ноябре 2020 года А1 и Visa подписали соглашение о стратегическом партнерстве с целью развития цифровых финансовых сервисов в стране, а также расширения финансовых услуг приложения А1 banking.
21 марта 2019 года А1 начал предоставлять услуги передачи данных по технологии 4G. К концу 2019 года 4G-сеть стала доступна абонентам А1 во всех крупных городах в диапазоне радиочастот 1800 МГц. В декабре 2019 года компания объявила о стратегическом партнёрстве с инфраструктурным оператором beCloud по развитию мобильной связи стандарта 4G в Беларуси, которое рассчитано на 3 года. Чтобы 4G-сеть в частотном диапазоне 800 МГц стала доступна в сельской местности, в 2020 году А1 частично предоставил beCloud свою инфраструктуру под базовые станции, а также транспортную сеть на основе гибридных, радиорелейных и оптоволоконных линий связи. Благодаря этому с августа 2020 года по январь 2023 года зона покрытия сети 4G расширилась: в Гомельской области до 96,4 %, в Могилевской области до 81 %, в Минской области до 89 %, в Витебской области до 75 %, в Брестской области до 67%, в Гродненской области . В ноябре 2022 компания А1 начала использовать новый частотный диапазон 2600 МГц на около 1,5 тыс. базовых станций LTE инфраструктурного оператора beCloud.
8 апреля 2019 года компания объявила о начале ребрендинга.В переходный период до августа в коммуникациях использовался дуал-бренд velcom | A1. С 12 августа — единый бренд А1.
В апреле 2019 года А1 обеспечил бесплатный доступ в интернет по технологии Wi-Fi в 18 электропоездах Белорусской железной дороги. В июне 2019 года оператор запустил 38 новых базовых станций вдоль железнодорожных путей для улучшения качества мобильной связи в поездах.
С апреля по май 2019 года А1 обеспечил мобильной связью все тоннели Московской и Автозаводской линий Минского метрополитена, в ноябре 2020 года связь стала доступна на Зеленолужской линии. На декабрь 2024 года компания А1 обеспечила мобильную связь на станциях третьей линии Минского метрополитена .
12 августа 2019 года компания первой в стране запустила виртуальные eSIM-карты, а в ноябре этого же года дала возможность перейти на eSIM онлайн в личном кабинете. В 2021 году появилась возможность стать абонентом компании дистанционно через регистрацию eSIM-карты в мобильном приложении «Мой А1», в том числе через перенос номера из других сетей.
В августе 2019 года А1 представил первый смартфон под собственной торговой маркой — «А1 Альфа», в июле 2020 года стартовали продажи «А1 Альфа 20+».
12 ноября 2019 при участии А1 была подписана совместная белорусско-австрийская декларация по укреплению сотрудничества в сфере связи, информационно-коммуникационных технологий и развития технологии 5G. Компания подала заявку на выделение радиочастотного спектра, отвечающего требованиям международных стандартов 5G, и ведёт разработку архитектуры сети 5G. 22 мая 2020 года А1 в тестовом режиме запустила в эксплуатацию первую в Беларуси сеть 5G SA (Standalone), созданную на основе автономной архитектуры. 25 мая 2020 года в этой сети совершён первый в Беларуси и СНГ звонок по технологии VoNR.
12 мая 2021 года компания А1 второй в стране стала реализовывать SIM-карты для саморегистрации в магазинах сетей-партнёров.
В июне 2023 года компания А1 первой в стране запустила вторую несущую частоту в диапазоне 900 МГц. Это позволило почти в 2 раза повысить емкость существующей 3G-сети в пределах зоны покрытия второй несущей в Минской, Витебской и Могилевской областях . На конец  2024 года в рамках расширения покрытия UMTS-900 специалисты А1 ввели в эксплуатацию 1057 сот, работающих на частоте 900 МГц .
В апреле 2024 компания А1 обеспечила связь 4G в минском метро (на всех существующих станциях и в перегонах между ними). Проект реализован в партнерстве с инфраструктурным оператором beCloud.
С 1 мая 2025 года компания А1 запустила новый национальный сервис такси - «А1 Такси» .

## Собственники и руководство
До января 2005 года 69,9 % акций А1 принадлежали кипрской компании SB Telecom, 30 % — ЗАО «Белтехэкспорт», 0,1 % — РУП «Белтелеком». В январе 2005 в число держателей акций компании вошло государство: оно получило 30,9 %, за SB Telecom осталось 49 %, ЗАО «Белтехэкспорт» — 20 %, «Белтелеком» — 0,1 %.
В августе 2007 года кипрская компания SB Telecom выкупила 100 % акций предприятия за $556 млн.
В начале октября 2007 австрийская компания A1 Group, которая является европейским подразделением транснационального холдинга América Móvil, подписала договор о покупке 70 % акций SB Telecom, а в октябре 2010 года — оставшихся 30 % акций.
Генеральным директором компании по состоянию на 2025 год является Гельмут Дуз.

## Деятельность

### Мобильная связь
Компания А1 предоставляет услуги связи стандарта GSM 900/1800, UMTS (WCDMA/HSDPA/HSUPA/HSPA+), 4G на территории Беларуси.
Абонентам оператора доступны базовые услуги (голосовая связь, передача данных, SMS, MMS, голосовая почта и др.), а также дополнительные сервисы (роуминг, услуги для бизнеса и развлекательные услуги).

#### Номера абонентов
- +375 29 1 xx xx xx, +375 29 3 xx xx xx, +375 29 6 xx xx xx, +375 29 9 xx xx xx
- +375 44 4 xx xx xx, +375 44 5 xx xx xx, +375 44 7 xx xx xx

В связи со вводом в Республике Беларусь услуги MNP номера абонентов могут принимать значения: +375 25 xxx xx xx, +375 29 xxx xx xx, +375 33 xxx xx xx.

### Фиксированная связь
Компания начала строительство собственной оптоволоконной сети для клиентов — юридических лиц в сентябре 2014 года.
В 2016—2020 годах А1 провёл ряд сделок по приобретению белорусских интернет-провайдеров — «Атлант Телеком» (Минск), «Айчына плюс» (Минск), «Белинфонет» (Минск), «Гарант» (Гомель и Витебск), «Ранак Медиа» (Светлогорск), «Мультисервисная сеть» (Солигорск), а также большинства частных и некоторых корпоративных абонентов интернет-провайдера «Деловая сеть» (Минск).
В настоящее время А1 предоставляет услуги доступа в интернет по стандартам GPON, Ethernet, ADSL во всех областных центрах страны, а также в Бобруйске, Добруше, Жлобине, Новополоцке, Речице, Светлогорске, Солигорске, Рогачёве.
На 30 сентября 2024 года абонентская база сети фиксированной связи от А1 составляла 945,9 тыс. пользователей. Большинство интернет-тарифов провайдера являются комплексными, то есть в них включены и услуги цифрового телевидения под брендом VOKA.

### Видеосервис VOKA
Видеосервис от А1 предоставляется под брендом VOKA. Для клиентов фиксированного интернета А1 сервис работает по технологии IPTV и предоставляется от 142 каналов (в том числе 60 в HD-качестве). В сетях других операторов мобильной и фиксированной связи услуга предоставляется по технологии OTT и включает в себя более 130 ТВ-каналов (из них 60 в HD). VOKA поддерживает различные интерактивные функции: пауза, перемотка и архив телепередач, а также возможность продолжить просмотр на другом устройстве. Для всех пользователей сервиса доступны фильмы, мультфильмы и сериалы онлайн-кинотеатров START, more.tv, Premier, viju, а также контент студии Disney, Warner, Marvel, Fox. Сервис доступен для мобильных устройств на Android и iOS, для Smart TV на Tizen, WebOS, Android TV, через приставки Redbox Mini, Xiaomi Mi Box 3, Apple TV (через AirPlay). На компьютерах пользоваться видеосервисом можно через приложение VOKA для Windows или через веб-версию.
В 2018 году в сервисе VOKA начал появляться эксклюзивный контент собственного производства: раздел VOKA local с обзорами, документальными фильмами, мини-реалити и ТВ-шоу; раздел «Спорт» с трансляциями матчей с участием белорусских клубов и сборных; live-трансляции концертов, музыкальных фестивалей, киберспортивных турниров, конференций и форумов. Также для пользователей доступен раздел «CINEVOKA», в котором размещаются известные фильмы, мультфильмы, сериалы в профессиональной озвучке на белорусский язык. Некоторые из них были эксклюзивно переведены и озвучены по заказу видеосервиса .
28 января 2019 г. в видеосервисе VOKA появилась самая большая в стране библиотека контента в ультравысоком разрешении Ultra High-Definition (4K).

#### VOKA Smartfilm
C 2010 года компания А1 при поддержке Министерства культуры Республики Беларусь ежегодно проводит фестиваль мобильного кино, который с 2016 года приобрёл международный статус. С каждым годом количество работ и география участников увеличивается. В 2020 году прошёл девятый Международный фестиваль мобильного кино VOKA Smartfilm, в конкурсной программе которого было представлено 356 короткометражных фильмов из 75 стран мира.

### Киберспорт
В феврале 2020 года при содействии компании А1 было создано и зарегистрировано Республиканское общественное объединение «Белорусская федерация компьютерного спорта». 17 апреля 2020 года зарегистрирована Белорусская ассоциация компьютерного спорта (БАКС). Членами БАКС являются 22 компании-представитя белорусской киберспортивной индустрии. Ассоциация создана для развития и популяризации компьютерного спорта в Республике Беларусь, поддержки профессиональных игроков, тренеров и судей, проведения соревнований и развития международных контактов.
4 мая 2020 года в тестовой сети 5G SA компании А1 прошёл первый киберспортивный матч по мобильным онлайн-играм. Во время тестирования скорость передачи данных составила 1,2 Гбит/с, а ping — 10 миллисекунд.

### Дата-центр и ИКТ-услуги
В сентябре 2017 в Минске А1 запустил один из крупнейших белорусских центров обработки данных (ЦОД). Четыре модуля ЦОД рассчитаны на 800 серверных стоек и имеют собственное оптическое кольцо с пропускной способностью 1 Тбит/сек. По состоянию на июнь 2018 года запущен в эксплуатацию 1-й модуль на 200 серверных стоек.
Дата-центр А1 имеет международный сертификат Uptime Institute (UI) по уровню отказоустойчивости Tier III в категориях Design и Facility, а также сертификат PCI DSS, подтверждающий обеспечение безопасности инфраструктуры клиентов и защиту данных платежных карт.
В марте 2019 года дата-центр получил аттестат соответствия национальным требованиям по защите информации. В августе 2019 года подтвердил соответствие международному стандарту ISO 27001, в мае 2020 года — государственному стандарту Республики Беларусь ISO/IEC 27001-2016. В сентябре 2020 года компания получила лицензию на выполнение работ и предоставление услуг в области обеспечения информационной безопасности критически важных объектов информатизации (КВОИ). В октябре 2020 года компания A1 получила статус платинового партнера «Лаборатории Касперского».
В настоящее время дата-центр предоставляет следующие услуги: аренда облачных решений (IaaS, частные облака, «Облако-62»), размещение серверного и сетевого оборудования (Colocation, HaaS), сервисы и решение ИКТ (Baas, Veeam Cloud Connect, DraaS, комплексная техническая поддержка Oracle и др.), IT-консалтинг, удаленный офис, а также пользование программными продуктами Microsoft на условиях подписки.
C 1 апреля 2021 года Унитарное предприятие «А1» передало права и обязанности по ряду договоров оказания ИКТ-услуг новой компании «А1 ИКТ сервисы». ООО «А1 ИКТ сервисы» работает под брендом А1 и зарегистрировано в качестве резидента Парка высоких технологий.

### Солнечная электростанция
В 2016 году компания А1 запустила в Гомельской области собственную солнечную электростанцию «Солар II», соединенную с подстанцией «Брагин». Станция площадью 41 га и номинальной мощностью 18,48 МВт состоит из 85 тысяч солнечных панелей. За 5 лет работы оборудованием солнечного парка было выработано 129 360 452 кВт•ч чистой электроэнергии.
В октябре 2017 г. в Любанском районе Минской области А1 запустил первую в стране базовую станцию связи, работающую на солнечной энергии.

## Статистика
На 30 сентября 2024 года услугами мобильной связи компании пользовались 4,959 млн абонентов. Количество пользователей, у которых подключены услуги фиксированного интернета и ТВ, составило 945,9 тыс. Доля компании на рынке мобильной связи составила 41,6%.
Мобильной связью 2G охвачено 99,3 % территории страны, на которой проживает 99,9 % населения (100 % городских жителей). 3G доступно на 98,2 % территории страны. По состоянию на 1 июня 2020 в сети А1 работали 4080 базовых станций и 30 582 приёмопередатчиков в практически всех населённых пунктах страны, а также 7 коммутаторов: 2 в Минске и по одному в каждом областном центре.
Клиенты компании могут пользоваться услугой международного роуминга в 193 странах и территориях в 473 сетях операторов. Унитарное предприятие «А1» располагает собственной сетью центров цифровых услуг, состоящей из более 80 магазинов. Дилерская сеть насчитывает более 500 салонов по всей стране.
| Год                                                                   | 2007           | 2008           | 2009           | 2010           | 2011           | 2012           |
| --------------------------------------------------------------------- | -------------- | -------------- | -------------- | -------------- | -------------- | -------------- |
| Абоненты мобильной связи, млн (доля на рынке)                         | 3,059 (43,4 %) | 3,698 (44,8 %) | 4,102 (42,7 %) | 4,354 (41,9 %) | 4,620 (41,1 %) | 4,800 (43,5 %) |
| Мобильное проникновение                                               | 71,5 %         | 85,1 %         | 99,4 %         | 109,6 %        | 118,8 %        | 116,6 %        |
| Год                                                                   | 2013           | 2014           | 2015           | 2016           | 2017           | 2018           |
| Абоненты мобильной связи, млн (доля на рынке)                         | 4,947 (42,5 %) | 4,950 (42,4 %) | 4,956 (42,5 %) | 4,945 (43,2 %) | 4,864 (42,5 %) | 4,873 (42,0 %) |
| Мобильное проникновение                                               | 123,0 %        | 123,3 %        | 123,0 %        | 120,3 %        | 120,5 %        |                |
| Абоненты фиксированной связи (пользователи услуг интернета и ТВ), млн | -              | -              | -              | 0,279          | 0,463          | 0,657          |
| Год                                                                   | 2019           | 2020           | 2021           | 2022           | 2023           |                |
| Абоненты мобильной связи, млн (доля на рынке)                         | 4,890 (41,8 %) | 4,916 (42,0 %) | 4,938 (42%)    | 4,895 (41,5%)  | 4,897          |                |
| Мобильное проникновение                                               | 122,4 %        | 123,8 %        |                |                |                |                |
| Абоненты фиксированной связи (пользователи услуг интернета и ТВ), млн | 0,616          | 0,627          | 0,651          | 0,790          | 0,891          |                |

Выручка компании (согласно данным международной финансовой отчётности) по результатам первых 3 кварталов 2024 года составила 322,3 млн евро, показатель EBITDA (прибыль до вычета расходов по процентам, уплаты налогов и амортизационных отчислений) — 122,5 млн евро.
За 2023 год сумма выручки составила 442,2 млн евро, EBITDA — 191,9 млн евро.
| Год  | Выручка, млн евро | EBITDA, млн евро | EBITDA Margin | Операционный доход, млн евро | Capex |
| ---- | ----------------- | ---------------- | ------------- | ---------------------------- | ----- |
| 2011 | 260,9             | 106,6            | 40,9 %        | -255,2                       | 44,9  |
| 2012 | 301,2             | 124,4            | 41,3 %        | 29,5                         | 43,7  |
| 2013 | 331,7             | 155,9            | 47,0 %        | 71,6                         | 34,0  |
| 2014 | 355,0             | 172,4            | 48,6 %        | 82,2                         | 48,5  |
| 2015 | 332,2             | 163,7            | 49,3 %        | 86,6                         | 66,1  |
| 2016 | 321,0             | 151,5            | 47,2 %        | 87,8                         | 73,7  |
| 2017 | 390,5             | 181,3            | 46,4 %        | 123,1                        | 47,1  |
| 2018 | 390,9             | 177,7            | 45,5 %        | 90,3                         | 49,7  |
| 2019 | 426,1             | 190,9            | 44,8 %        | 100,7                        | 105,1 |
| 2020 | 402,6             | 172,8            | 42,9 %        | 109,3                        | 26,8  |
| 2021 | 419,6             | 180,5            | 43,02 %       | 122,4                        | 40,4  |
| 2022 | 460,8             | 218,8            | 47,5 %        | 155,5                        | 38,6  |
| 2023 | 442,2             | 191,9            | 43,4 %        | 138,7                        | 25,3  |

## Критика и безопасность
Австрийских инвесторов сразу же с 2007 года обвиняли в приверженности к «последнему диктатору Европы» ради хорошего бизнеса. Массовые протесты после президентских выборов 2010 года, в частности Площадь 2010, были жестоко подавлены, но позже выяснилось, что власти шпионили за протестующими, используя данные их мобильных телефонов. А1 всегда подчёркивала, что не передаёт активно какие-либо данные клиентов: «В отличие от большинства других стран любой доступ к персональным данным и данным звонков осуществляется без решения суда и без участия оператора мобильной сети», — пояснял оператор в то время.
В июле 2016 года правозащитная организация «Amnesty International» обвинила A1 в причастности к слежке за белорусскими гражданами. Согласно отчёту правозащитников, компания «предоставляет правительству практически неограниченный доступ к коммуникациям и данным своих клиентов». «A1 Group» отреагировала на обвинения, в своём ответе сославшись на то, что она всего лишь соблюдает законодательство страны. В том же отчёте было отмечено, что A1 «не публикует никакой информации о том, как управляется доступ к данным своих клиентов».
Со слов сына жены Николая Статкевича, накануне празднования 100-й годовщины БНР в марте 2017 года оператором были заблокированы смартфоны белорусского политика и его жены и были переданы их пароли от Facebook и Viber. A1 никак не отреагировал на обвинения.
23 августа 2020 года во время митинга в Минске у всех операторов мобильной связи возникли проблемы с мобильным интернетом. По сообщению A1, это произошло по требованию государственных органов для обеспечения национальной безопасности. В этот же день предоставление услуги передачи данных было восстановлено в полном объёме. 26 августа компания заранее предупредила абонентов о похожих проблемах. Веерные отключения интернета продолжились и в последующие месяцы. В отчёте белорусской правозащитной организации «Human Constanta» прекращение работы было приравнено к нарушению прав человека, ибо это фактически «разгон мирной демонстрации, только онлайн».
21 сентября 2020 года Ассоциация европейских телекоммуникационных операторов связи (ETNO) выступила с заявлением по ситуации с отключением интернета в Беларуси. В нем содержится и публичная позиция A1 Group: «А1 в Беларуси не может предоставлять услуги связи без доступа к монополизированному государством внешнему каналу — голосовая связь и передача данных как на национальном, так и международном уровнях находятся под контролем уполномоченных государственных органов».
Известный критик А1 Вероника Цепкало, много лет проработавшая в velcom в отделах продаж и корпоративных клиентов, сказала в октябре 2020 года: «Я не думаю, что это правильно, что компания из ЕС так явно поддерживает Лукашенко и его недемократические ценности. По-другому её поведение не назовёшь, когда она каждое воскресенье отключает мобильный интернет. Что делает A1, чтобы дистанцироваться от этого кровавого режима?». Также в октябре 2020 года Международная коалиция #KeepItOn опубликовала открытое письмо с призывом к белорусским поставщикам телеком-услуг противодействовать отключению интернета, тогда А1 прокомментировал: «Ограничение доступа к интернет-услугам не лежит ни в плоскости интересов компании, ни ее клиентов. Однако, как и в любой стране, в которой работает A1 Group, компания обязана соблюдать местные законодательные и нормативные требования. В случае невыполнения данных требований последствия от их реализации могут носить гораздо более масштабный характер». В мае 2021 году вступил в силу закон «Об изменении Закона Республики Беларусь „Об электросвязи“». В случае невыполнения операторами требований Оперативно-аналитического центра о приостановлении или ограничении функционирования сетей связи это будет считаться грубым нарушением законодательства, а действие разрешения на использование радиочастотного спектра может быть приостановлено[значимость факта?]
19 декабря 2021 года заместитель Главы Администрации Президента Республики Беларусь Игорь Луцкий заявил, что Президент Республики Беларусь Лукашенко А.Г. дал поручение провести оценку действий компании А1, работники которой, по его мнению, передавали данные некоторых абонентов экстремистам.

## Экологическое, социальное и корпоративное управление
Приоритетными направлениями ESG-стратегии А1 являются экологичное поведение, помощь детям, поддержка инклюзивных и культурных проектов.

### Помощь детям
Поддержкой людей с аутизмом А1 занимается с 2015 г. В 2016 г. по инициативе МБОО «Дети. Аутизм. Родители» и компании А1 на базе Студии Пушкарёвой был создан Семейный инклюзив-театр «і», которому компания оказывает финансовую и информационную поддержку в качестве генерального партнёра.
С 2016 г. А1 принимает участие в ежегодной международной акции Light It Up Blue 2 апреля, направленной на поддержку людей с аутизмом.
В 2015-2019 гг. компания ежегодно проводила благотворительные акции #velcombegom. Цель проекта -оказание помощи детским медицинским учреждениям, продвижение ЗОЖ и популяризация бега. За время его проведения бенефициарам акции (различные детские медицинские учреждения) было перечислено более 700 000 белорусских рублей финансовой помощи. В 2018 г. акция «Бегущие города» #velcombegom стала победителем Международного конкурса коммуникационных проектов Eventiada IPRA Golden World Awards 2018 в номинации за лучший проект в сфере здорового образа жизни.
С 2016 по 2020 годы компания А1 реализовывала проект «Я вижу!» совместно с Белорусским детским фондом при поддержке Министерства здравоохранения Республики Беларусь. Цель проекта — помощь в своевременной диагностике и выявление ранних нарушения зрения у детей школьного возраста, проживающих в сельской местности. За 4 года 35 врачей-офтальмологов посетили 693 школы в Могилёвской, Гомельской, Брестской и Витебской областях и провели диагностику зрения у 51 474 школьников. К финалу проекта при участии представителей творческого объединения «Сучасны комікс» был подготовлен и выпущен сборник комиксов «Я бачу!».
В 2010 и 2018 A1 был официальным партнёром конкурса Детское Евровидение 2010 и 2018 в Минске.
В сентябре 2019 А1 стал генеральным партнёром футбольной школы «Юниор». Партнёрство состоит из нескольких направлений по развитию детско-юношеского спорта, включая создание бренда «А1 Юниор» и закупку новой экипировки для игроков клуба.
23 июня 2020 года компания А1 запустила благотворительную спортивную акцию «100 гадзін з А1». По итогам акции А1 оказала финансовую поддержку Республиканскому клиническому центру паллиативной медицинской помощи детям. 1 июня 2021 года стартовал второй сезон «100 гадзін з А1», связанный с темой экологии. По итогам акции А1 перечислил 50 000 рублей Международной общественной организации «SOS-Детские деревни». На выделенные средства в SOS-Детской деревне Могилев установили 300 солнечных панелей и воздушный тепловой насос, на территории SOS-Детской деревни Боровляны высажена аллея с именными деревьями активных участников акции.
20 августа 2023 года компания А1 на стадионе "Динамо" в Минске провела спортивно-музыкальный благотворительный фестиваль "У адным рытме з А1". Благодаря участникам различных спортивных активностей по итогам мероприятия компания А1 оказала спонсорскую помощь Республиканскому центру реабилитации детей-инвалидов на приобретение высокотехнологичного инновационного диагностического оборудования .  В мае 2024 года при поддержке А1 в реабилитационном центре появился мурал «Сны леса» как напоминание проекте .

### Поддержка белорусского языка и культуры
А1 поддерживает инициативы, направленные на повышение интереса к белорусскому национальному наследию, традициям, истории, культуре и искусству.
С 2016 по 2019 годы компания проводила совместный с «Кінаконг» проект «Беларускія ўікэнды». За это время были переведены и озвучены по-белорусски более 20 картин. Фильмы проекта были показаны в более 60 кинотеатрах страны, а сеансы посетили более 50 тысяч зрителей.
В 2018—2019 гг. компания А1 провела социально-образовательный проект velcom YOUTH для старшеклассников с коммуникацией на белорусском языке. В проекте приняли участие более 800 старшеклассников из 230 учебных заведений по всей стране.
С 2019 года компания А1 проводит проект «Першыя», в котором школьники со всей Беларуси презентуют идеи на темы технологий, культуры, экологии, инклюзии, урбанистики. Для участников предусмотрена специальная образовательная программа. Ежегодно финалистам конкурса предоставляется возможность подготовить свои идеи для презентации широкой аудитории вместе с менторами.
В 2019—2020 годах А1 выступил генеральным партнёром 100-го сезона Национального академического театра имени Янки Купалы. Благодаря партнёрству организована бесплатная прямая трансляция знаковых спектаклей театра на видеосервисе VOKA, таких как «Радзіва „Прудок“», «Дзве душы», «Людзі на балоце», «Паўлінка» и другие.
28 декабря 2019 года А1 выступил генеральным партнером Венского бала во Дворце Независимости. По итогам мероприятия компания оказала финансовую помощь общественному объединению «SOS-Детские деревни Беларусь».
В 2019—2020 годах компания А1 совместно с Центром белорусско-еврейского культурного наследия и Музеем истории Витебского народного художественного училища реализовала проект #UNOVIS100 в честь 100-летия художественного объединения УНОВИС. 15 февраля 2020 года в Национальном художественном музее Беларуси открылась первая в стране выставка художника-супрематиста Лазаря Хидекеля «Нас поймут через 100 лет».
21 февраля 2020 года компания А1 представила проект, в рамках которого в 5 городах страны появились интерактивные арт-инсталляции. С мая по декабрь 2020 года скульптуры-буквы, которые представляют собой уличную мебель и вместе образуют слово «МОВА», установлены в Гомеле, Бресте, Могилеве, Витебске и Гродно. Проект реализован А1 совместно с инициативой «Веліч роднай мовы».

### Экология
В июне-июле 2020 года прошёл конкурс «Энергия солнца для Зелёных школ», экологический проект компании А1 в партнёрстве с Министерством природных ресурсов и охраны окружающей среды Республики Беларусь, Министерством образования Республики Беларусь и Программой Развития ООН. По его итогам выбраны 7 победителей из числа «Зелёных школ» — по одной в каждой области страны и в Минске. К декабрю 2020 года компания завершила установку солнечных панелей в учебных заведениях, которые победили в конкурсе.
В 2021 году А1 в соответствии с принципами устойчивого экологического, социального и корпоративного управления (ESG) запустила масштабную инициативу для достижения углеродной нейтральности: внедрила технологии естественного охлаждения оборудования базовых станций и модернизировала электропитающие установки на технологических объектах.
16 апреля 2021 года запущен проект «А1гарод», в рамках которого на крыше головного офиса А1 в Минске появилось экологичное пространство — огород. Компания реализует концепцию энергоэффективного «зелёного офиса», минимизирует использование бумаги, внедряет электронный документооборот и ведет раздельный сбор и сортировку мусора.
В 2022 году во всех магазинах А1 организована собственная система сбора электронного оборудования для последующей передачи на безопасную утилизацию, что позволяет глобально сокращать воздействие на окружающую среду.
В мае 2024 года А1 выпустил первый экологический комикс для детей и подростков. Образовательная серия историй рассказывает о том, как каждый может позаботиться об окружающей среде . В октябре 2024 года была презентована новая часть экологического комикса - «Эва и Сева. По ту сторону экрана» .
В ноябре 2024 года А1 принял участие в благотворительной акции, целью которой являлось восстановление лесных участков, пострадавших от стихийного урагана. Сотрудники компании высадили более пяти тысяч деревьев, чтобы помочь лесам Калинковичского района быстрее восстановиться .

### Цифровая грамотность
В октябре 2020 года компания А1 запустила волонтерский проект #яонлайн. Цель проекта — помочь обучить людей, которые хотят стать свободными пользователями мобильного интернета.
В 2021 году А1 в партнерстве с ЮНФПА запустили образовательную программу для повышения цифровой грамотности людей старшего возраста. В июне 2021 года выпущен #яонлайн-путеводитель по мобильным технологиям. С июля по сентябрь во всех регионах страны прошло #яонлайн-обучение для волонтеров в оффлайн и онлайн формате. В 2022 году разработана и запущена новая программа и методические рекомендации для обучения, в том числе и людей с инвалидностью.
В ноябре 2024 года А1 запустил общенациональную информационную кампанию #Подумайте5секунд. Цель проекта - информирование и повышение осведомленности большого количества людей о проблемах мошенничества, методах защиты своих данных и безопасности в интернете . С момента запуска кампании А1 #Подумайте5секунд уже более 1000 участников, включая социальных работников, «серебряных» волонтеров и людей старшего возраста, успешно прошли онлайн-обучение как избежать мошенничества при использовании смартфона .

### Работа А1 в период пандемии COVID-19
В марте 2020 года компания А1 запустила инициативу #оставайсяонлайн с целью поддержки своих абонентов и населения в условиях распространения COVID-19.
С начала пандемии компания оказала финансовую помощь нескольким больницам, также обеспечила медиков смартфонами и бесплатной рабочей мобильной связью. Был запущен USSD и короткий номер для благотворительных пожертвований в пользу медицинских работников, сделаны бесплатными звонки на горячую линию Минздрава по вопросам коронавирусной инфекции.